# Josef Nedomlel
Josef Nedomlel (* 9. listopadu 1909 Víchová nad Jizerou - 21. května 1990 Staré Město) byl český řezbář, autor Mohelnického betlému a Bruntálského betlému, starosta obce Staré Město u Bruntálu, velitel hasičů v obci.

## Život
Narodil se 9. listopadu 1909 ve Víchové nad Jizerou. V Železném Brodě se vyučil profesi kolář a karosář. Po svém vyučení nenalezl v Železném Brodě práci, proto se odstěhoval do Zlína.
Zde pracoval v podniku Tomáše Bati. Po celý život byl jeho stoupencem.
Byl sportovním pilotem a na počátku války se snažil dostat do Anglie k československým letcům v RAF.
To se mu nepovedlo a byl vždy vrácen zpět do Zlína. Proti německým okupantům tedy bojoval jako člen partyzánské brigády Jana Žižky z Trocnova, kde pracoval jako spojka, pod krycím jménem „Mlynář“.
V roce 1946 se přestěhoval do Starého Města u Bruntálu, kde se stal správcem kolářství a pily č.p.95.
Stal se také velitelem hasičské jednotky, pro kterou opravil vrak vozu, aby hasiči ve Starém Městě mohli mít vlastní vozidlo.
Také ve své obci vybudoval kino, ve kterém sám promítal. V kině promítali i jeho dva synové.
Jeho oblíbenou činností bylo řezbářství. Pro vesnický loutkoherecký soubor vyřezal 75 loutek – marionet , vysokých 45 cm. Soubor se účastnil soutěží v okrese i kraji a probojoval se až do celorepublikového finále v Českých Budějovicích, kde jejich činnost také ocenil Jiří Trnka jako předseda tehdejší poroty.
Protože svými postoji Josef Nedomlel nevyhovoval komunistické garnituře, musel loutkářský soubor činnost ukončit. Stejně jako loutkářský kroužek pro děti při SRPŠ Staré Město. Josef Nedomlel byl donucen divadlo prodat. Do zaměstnání nastoupil v místním JZD. Stále byl pronásledován a sledován komunistickými konfidenty.
V roce 1958 vyřezal maketu mlýna a tu ukázal místnímu faráři Františku Martínkovi. Tomu se dílo líbilo a tak byl dán podmět k výrobě betléma. Děkan Martínek musel z Bruntálu odejít do Mohelnice a tak díky přátelství mezi děkanem a řezbářem vznikl kromě Bruntálského betlému také Mohelnický betlém.
Josef Nedomlel zemřel ve Starém Městě 21. května 1990. V jeho díle pokračuje syn František Nedomlel.